# Pesco Sannita
Pesco Sannita är en ort och kommun i provinsen Benevento i regionen Kampanien i Italien. Kommunen hade 1 945 invånare (2017).